# 고슴도치 딜레마

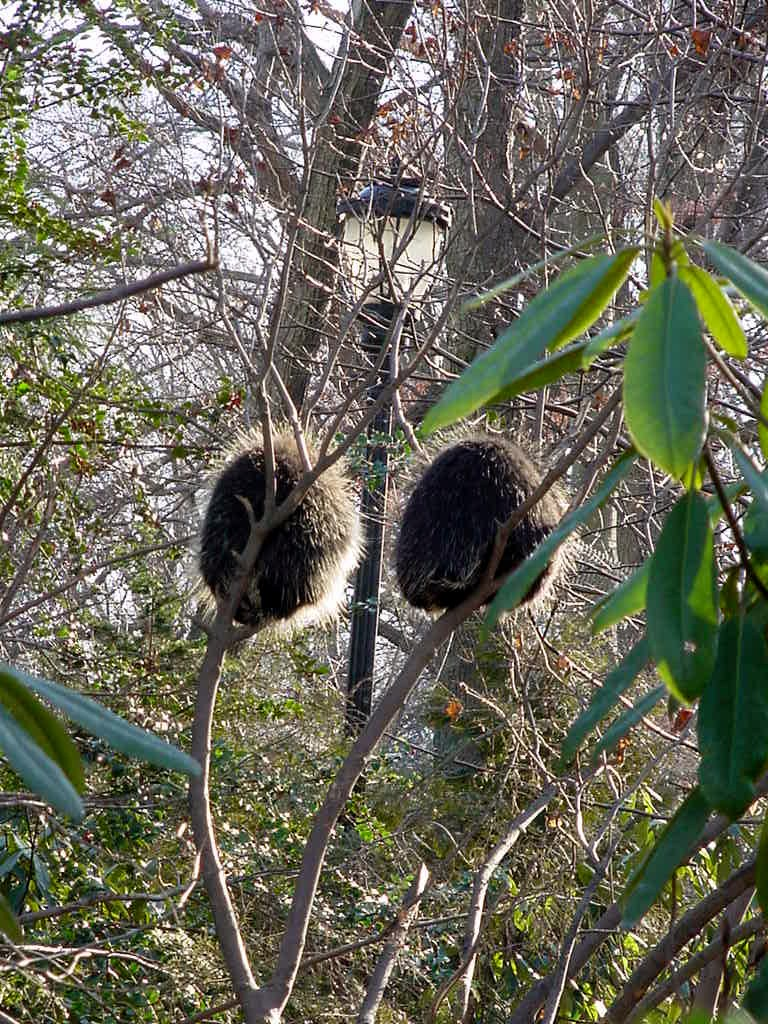
두마리의 북미호저

고슴도치 딜레마(영어: hedgehog's dilemma)는 스스로의 자립과 상대와의 일체감이라는 두가지 욕망에 의한 딜레마이다. 추운 날씨에 2마리의 고슴도치가 모여 서로를 따뜻하게 하고 싶어하지만 서로의 바늘 때문에 접근할 수 없다는 독일의 철학자 아르투어 쇼펜하우어의 우화에 기원을 두고 있다.
쇼펜하우어와 지그문트 프로이드는 이러한 상황을 사회에서 각각의 인간이 서로에게 어떠한 느낌을 갖는지 설명하기 위해 사용하였다. 고슴도치의 딜레마는 인간의 관계가 비록 좋은 취지에서 출발하지만, 인간 관계는 서로에게 상처를 입히지 않는다면 결국 발생할 수 없고, 그로인해 발생한 관계는 서로에게 신중하고 약하다는 것을 설명한다. 고슴도치 딜레마에서는, 상호가 서로의 이기심을 견제하기 위해 서로에게 절도를 지키는 것을 권장한다. 고슴도치 딜레마는 내향성과 고립주의를 설명하기 위해 사용된다.
또한 실제의 고슴도치들은 바늘이 없는 머리를 맞대고 체온을 유지하거나 수면을 취하고 있다.

## 쇼펜하우어
아래는 용어의 기원이 된 쇼펜하우어의 저서인 Parerga und Paralipomena, Volume II, Chapter XXXI, Section 396의 내용이다.
추운 겨울 어느날, 서로의 온기를 위해 몇 마리의 고슴도치가 모여있었다. 하지만 고슴도치들이 모일 수록 그들의 바늘이 서로를 찌르기 시작하였고, 그들은 떨어질 필요가 있었다. 하지만 추위는 고슴도치들을 다시 모이게끔 하였고, 다시 같은 일이 반복되기 시작하였다. 많은 수의 모임과 헤어짐을 반복한 고슴도치들은 다른 고슴도치와 최소한의 간격을 두는 것이 최고의 수단이라는 것을 발견하였다. 이와 같이 인간 사회의 필요로 인하여 인간이라는 고슴도치들이 모이게 되었지만, 그들은 인간의 가시투성이의 본성으로 서로를 상처 입힐 뿐이었다. 그리하여 인간들은 서로 거리를 유지하기 위해 예의를 발견하였으며, 이를 지키지 않으면 서로의 거리를 지키기 위해 거칠게 말해지곤 하였다. 이 방법을 통해 서로의 온기는 적당히 만족되었으며, 또한 인간들은 서로의 가시에 찔릴 일도 없게 되었다. 하지만 남을 찌를 수도, 자신을 찌를 수도 없었던 사람은 자신만의 온기로 추운 겨울을 보내게 되었다.

## 프로이드
고슴도치 딜레마는 지그문트 프로이드의 발견과 채택으로 심리학의 영역으로 인정되었다. 1921년 그의 저서인 Group Psychology and the Analysis of the Ego에 쇼펜하우어의 이야기가 각주로 인용되어있다. 1919년 프로이드는 미국으로의 여행목적을 몇몇의 강의와 야생 고슴도치를 찾기 위한 것이라고 밝히기도 하였다.

## 같이 보기
- 사회적 고립